# Ivo Snijders
Ivo Maurits Snijders (Mijdrecht, 9 de septiembre de 1980) es un deportista neerlandés que compitió en remo.
Ganó una medalla de plata en el Campeonato Mundial de Remo de 2003, en la prueba de cuatro sin timonel ligero. Participó en dos Juegos Olímpicos de Verano, ocupando el cuarto lugar en Atenas 2004 y el sexto en Pekín 2008, en el cuatro sin timonel ligero.

## Palmarés internacional
| Campeonato Mundial | Campeonato Mundial | Campeonato Mundial | Campeonato Mundial        |
| Año                | Lugar              | Medalla            | Prueba                    |
| ------------------ | ------------------ | ------------------ | ------------------------- |
| 2003               | Milán (Italia)     | Medalla de plata   | Cuatro sin timonel ligero |